# Cichorium spinosum
Die Dornige Wegwarte (Cichorium spinosum) ist eine Pflanzenart aus der Gattung der Wegwarten (Cichorium) in der Familie der Korbblütler (Asteraceae).

## Beschreibung

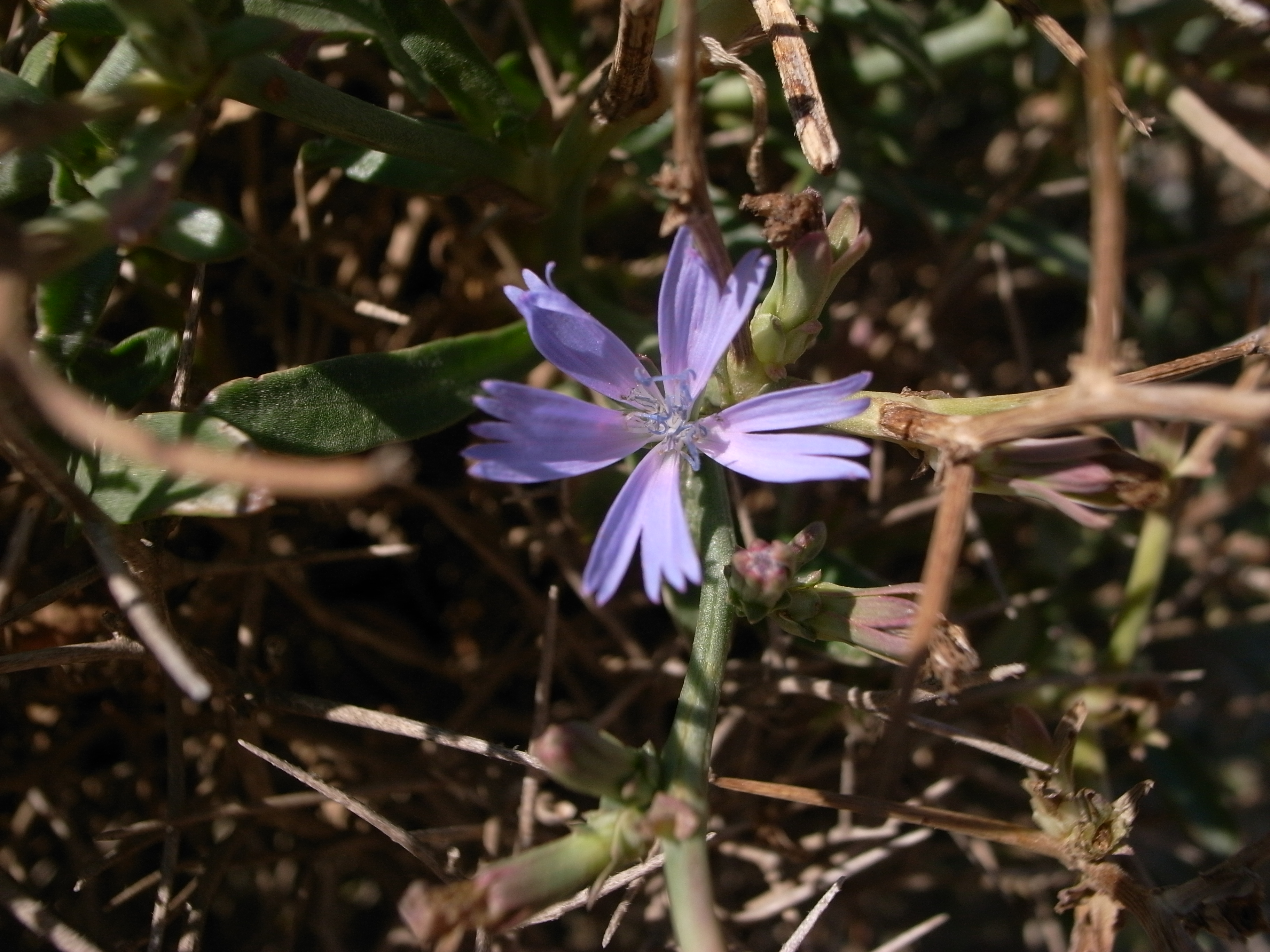
Blütenkorb

Cichorium spinosum ist ein sparrig verzweigter und kleine Kugelbüsche bildender Halbstrauch, der Wuchshöhen von nur 3,5 bis 18 Zentimetern erreicht. Die oberen Äste besitzen keine Blüten und enden in Dornspitzen. Die Blätter sind kahl und fleischig, ungeteilt gezähnt oder schrotsägeförmig. Die Körbchen sind sitzend, meist zu 1–4 in den Verzweigungen des Stängels. Die Körbchen bestehen aus 5 bis 6 Blüten. Die Hülle ist 5 bis 8 Millimeter groß.
Die Blütezeit reicht von Juni bis Oktober.
Die Chromosomenzahl beträgt 2n = 18.

## Vorkommen
Cichorium spinosum kommt im Mittelmeerraum vor, so im Nordosten von Libyen, auf Zypern und in der Türkei, In Griechenland, auf Kreta und in der Ägäis, auf Sizilien, Malta und in Spanien. Die Art wächst auf Felsküsten, Lehmflächen und Bergweiden. Auf Kreta kommt sie bis ins Gebirge vor und ist dort in Höhenlagen von 0 bis 1700, selten bis 2100 Meter anzutreffen.

## Verwendung
Die Dornige Wegwarte ist auf Kreta unter dem Namen Stamnagathi (σταμναγκάθι) bekannt und ist fester Bestandteil der traditionellen kretischen Küche. Es wird gekocht oder roh als Salat gegessen sowie zusammen mit anderen Zutaten wie Fleisch in Schmorgerichten. In den letzten Jahren ist es als Modezutat auch in anderen griechischen Regionen anzutreffen.

## Belege
1. 1 2 3 4  Ralf Jahn, Peter Schönfelder: Exkursionsflora für Kreta. Mit Beiträgen von Alfred Mayer und Martin Scheuerer. Eugen Ulmer, Stuttgart (Hohenheim) 1995, ISBN 3-8001-3478-0, S. 331.
2. 1 2   Peter Schönfelder, Ingrid Schönfelder: Die neue Kosmos-Mittelmeerflora. Franckh-Kosmos-Verlag Stuttgart 2008. ISBN 978-3-440-10742-3. S. 126.
3. ↑   Tropicos.
4. ↑   Cichorium spinosum. In: Germplasm Resources Information Network (GRIN). United States Department of Agriculture, abgerufen am 15. Oktober 2012 (englisch).
5. ↑  Werner Greuter (2006+): Compositae (pro parte majore). – In: W. Greuter & E. von Raab-Straube (Hrsg.): Compositae. Euro+Med Plantbase - the information resource for Euro-Mediterranean plant diversity. Datenblatt Cichorium spinosum In: Euro+Med Plantbase - the information resource for Euro-Mediterranean plant diversity.